# Amara (Nubië)
Amara, gewoonlijk onderscheiden in Amara-Oost en Amara-West, is de moderne naam van een Oud-Egyptische stad in Nubië, in wat tegenwoordig Soedan is. Amara-West ligt aan de westkant van de Nijl, Amara-Oost aan de oostkant. De steden liggen ten noorden van de 3e cataract van de Nijl, in de buurt van de moderne stad Abri.

## Amara-West
Amara-West werd tijdens de 19e dynastie gesticht door Seti I en was, in ieder geval tijdelijk, een administratief centrum. Hier was de officiële residentie van de vertegenwoordiger van Koesj. De versterkte stad was ongeveer 200 x 200 m. Hier stond een grote tempel van Ramses II, opgegraven tussen 1938 en 1950. De naam van de stad was eerst Per-Menmaatre (Huis van Seti I), toen Per-Rameses-Meri-Amon (Huis van Ramses II) en uiteindelijk Tsjenem-Waset.

## Amara-Oost
Amara-Oost was belangrijk in de Meroitische periode. De Meroitische naam was Pedeme. Hier was een tempel gebouwd door koning Natakamani. De Lepsius-expeditie van 1842-1845 zag en documenteerde nog steeds acht versierde pilaren. Tegenwoordig zijn er nog maar een paar overblijfselen van de stadsmuren.
- Library of Congress Control Number: sh2017004898
- Nationale Bibliotheek van Israël: 987011383046005171